# Branche terrestre

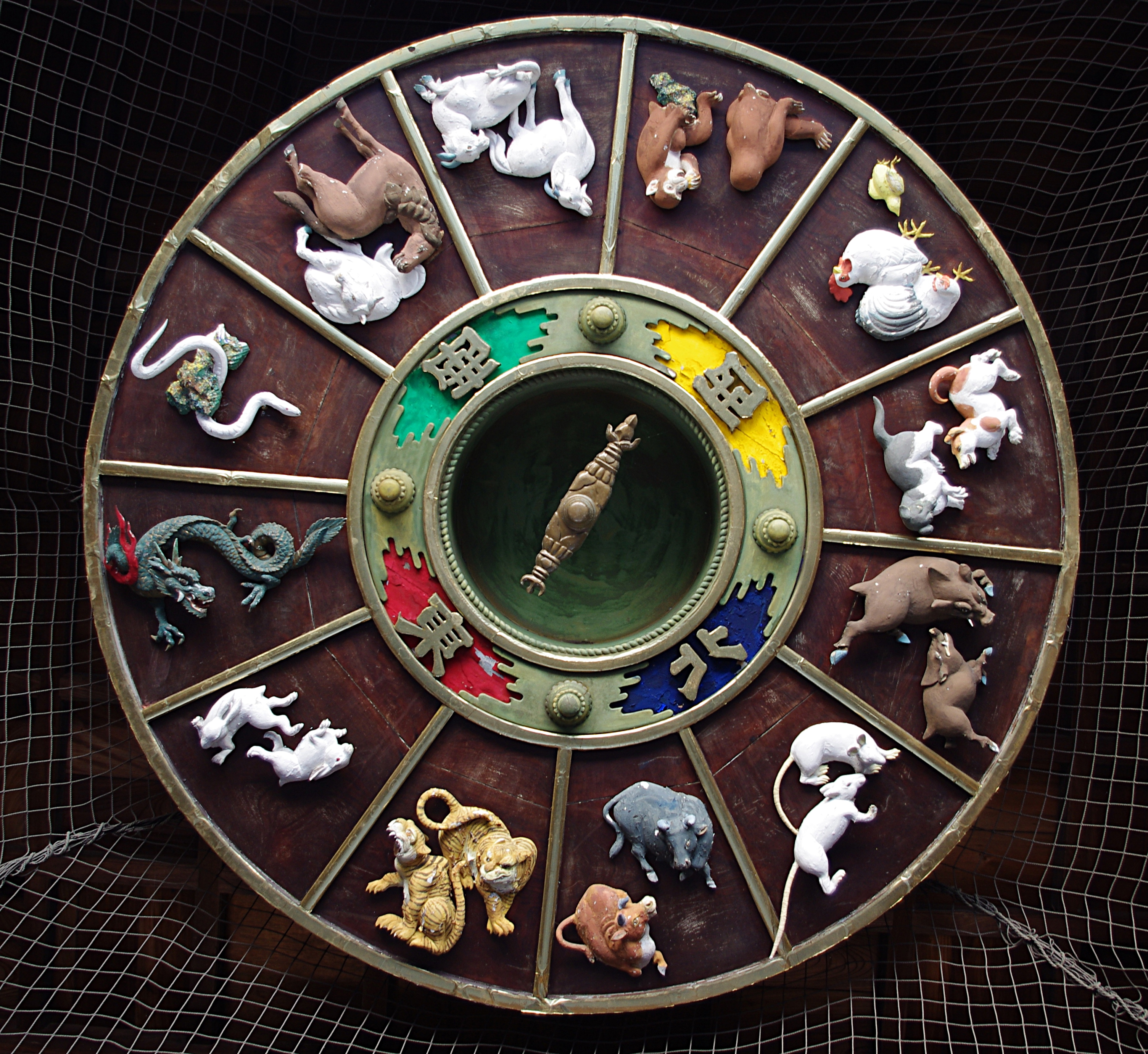
Luopan simple composé des branches terrestres et des points cardinaux.

Les douze branches terrestres, également appelées rameaux terrestres (en chinois : 地支, dìzhī, ou 十二支, shí èr zhī « douze branches ») sont un ancien système chinois et turcs de mesure du temps qui fut ensuite associé aux douze animaux du zodiaque chinois. Il était également utilisé comme système de points cardinaux,. Ce système se couplait avec les dix tiges célestes pour former le cycle sexagésimal utilisé encore de nos jours en astrologie chinoise et dans certaines disciplines du feng shui.

## Origine
On peut retracer les origines du système des branches terrestres et tiges célestes jusqu'à la dynastie Shang. Les Chinois divisèrent le ciel en douze sections suivant l'orbite de Jupiter (qui était appelée 歳星 suìxīng, « étoile annuelle ») et à chaque section associèrent une branche terrestre. La période de l'orbite de Jupiter étant de 11,86 ans, elle fut arrondie à 12 ans, chaque division faisant une année.
Le système fut ensuite étendu aux douze mois et chaque section du cycle de Jupiter vint à identifier un mois. La même association fut faite avec les heures du jour (chaque branche terrestre représentant deux heures, appelée pour des raisons évidentes heure double), mais aussi avec les points cardinaux (chaque branche divisant un cercle en arcs de 30°).
| No | Branche terrestre | Nom     | Nom          | Nom            | Nom     | Nom        | Signe   | Direction    | Saison    | Mois lunaire                    | Heure double |
| No | Branche terrestre | Chinois | Japonais     | Japonais       | Coréen  | Vietnamien | Signe   | Direction    | Saison    | Mois lunaire                    | Heure double |
| No | Branche terrestre | Chinois | on           | kun            | Coréen  | Vietnamien | Signe   | Direction    | Saison    | Mois lunaire                    | Heure double |
| -- | ----------------- | ------- | ------------ | -------------- | ------- | ---------- | ------- | ------------ | --------- | ------------------------------- | ------------ |
| 1  | 子                | zǐ      | し shi       | ね ne          | 자 ja   | tý (Tí)    | Rat     | 0° (Nord)    | Hiver     | 11e mois (solstice d'hiver)     | 23 h-01 h    |
| 2  | 丑                | chǒu    | ちゅう chū   | うし ushi      | 축 chug | sửu        | Bœuf    | 30°          | Hiver     | 12e mois                        | 1 h-3 h      |
| 3  | 寅                | yín     | いん in      | とら tora      | 인 in   | dần        | Tigre   | 60°          | Printemps | 1er mois                        | 3 h-5 h      |
| 4  | 卯                | mǎo     | ぼう bō      | う u           | 묘 myo  | mão (mẹo)  | Lapin   | 90° (Est)    | Printemps | 2e mois (équinoxe de printemps) | 5 h-7 h      |
| 5  | 辰                | chén    | しん shin    | たつ tatsu     | 진 jin  | thìn       | Dragon  | 120°         | Printemps | 3e mois                         | 7 h-9 h      |
| 6  | 巳                | sì      | し shi       | み mi          | 사 sa   | tỵ         | Serpent | 150°         | Été       | 4e mois                         | 9 h-11 h     |
| 7  | 午                | wǔ      | ご go        | うま uma       | 오 o    | ngọ        | Cheval  | 180° (Sud)   | Été       | 5e mois (solstice d'été)        | 11 h-13 h    |
| 8  | 未                | wèi     | み mi        | ひつじ hitsuji | 미 mi   | mùi        | Mouton  | 210°         | Été       | 6e mois                         | 13 h-15 h    |
| 9  | 申                | shēn    | しん shin    | さる saru      | 신 sin  | thân       | Singe   | 240°         | Automne   | 7e mois                         | 15 h-17 h    |
| 10 | 酉                | yǒu     | ゆう yū      | とり tori      | 유 yu   | dậu        | Coq     | 270° (Ouest) | Automne   | 8e mois (équinoxe d'automne)    | 17 h-19 h    |
| 11 | 戌                | xū      | じゅつ jutsu | いぬ inu       | 술 sul  | tuất       | Chien   | 300°         | Automne   | 9e mois                         | 19 h-21 h    |
| 12 | 亥                | hài     | がい gai     | い i           | 해 hae  | hợi        | Porc    | 330°         | Hiver     | 10e mois                        | 21 h-23 h    |

## Points cardinaux

Les vingt-quatre points cardinaux chinois. Le cercle intérieur montre les douze branches terrestres

Bien que les Chinois aient des mots pour chacun des quatre points cardinaux et utilisent un système identique à celui des Occidentaux, les astrologues et marins privilégiaient un système inspiré des douze branches terrestres, assez semblable à celui des douze heures d'horloge indiquant chacun une direction relative.
Ainsi douze branches terrestres divisent un cercle en douze arcs de 30°. Les branches zǐ (子), mǎo (卯), wǔ (午) et yǒu (酉) représentent respectivement les directions nord, est, sud et ouest.
Cependant, comme douze directions ne suffisaient pas pour les besoins des marins, douze directions supplémentaires furent ajoutées aux boussoles. Les directions diagonales de ces nouvelles directions furent nommées d'après quatre trigrammes du Yi Jing selon la « succession du ciel postérieur » : les trigrammes gèn (艮), xùn (巽), kūn (坤) et qián (乾) représentant respectivement les directions nord-est, sud-est, sud-ouest et nord-ouest. Les huit autres directions reçurent les noms de tiges célestes en suivant la théorie des cinq éléments :
- à l'est étant associé l'élément bois, les tiges jiǎ (甲) et yǐ (乙) représentant l'élément bois furent donc placés autour de la direction est ;
- à l'ouest étant associé l'élément métal, les tiges gēng (庚) et xīn (辛) représentant l'élément métal furent donc placés autour de la direction ouest ;
- au nord étant associé l'élément eau, les tiges rén (壬) et guǐ (癸) représentant l'élément eau furent donc placés autour de la direction nord ;
- au sud étant associé l'élément feu, les tiges bǐng (丙) et dīng (丁) représentant l'élément feu furent donc placés autour de la direction sud.

Cette nouvelle boussole divisait ainsi le plan en vingt-quatre directions espacées par un arc de 15°. Cependant, certains marins comme Zhang He utilisaient des boussoles encore plus avancées, présentant quarante-huit points cardinaux. Les points cardinaux supplémentaires étaient l'intersection des directions des vingt-quatre points cardinaux déjà existants et les nouvelles directions reçurent pour nom la combinaison des deux caractères qui formaient l'intersection (de même qu'en français on parle de « nord-est » pour l'intersection nord et est). Par exemple, la direction 172,5° qui était l'intersection entre bǐng (165°) et wǔ (180°) était appelée bǐngwǔ.
|    | Point cardinal | Pinyin | Nom japonais | Nom coréen | Direction         |
| -- | -------------- | ------ | ------------ | ---------- | ----------------- |
| 1  | 子             | zǐ     | ne           | 자 ja      | 0° (nord)         |
| 2  | 癸             | guǐ    | mizunoto     | 계 gye     | 15°               |
| 3  | 丑             | chǒu   | ushi         | 축 chug    | 30°               |
| 4  | 艮             | gèn    | ushitora     | 간 gan     | 45° (nord-est)    |
| 5  | 寅             | yín    | tora         | 인 in      | 60°               |
| 6  | 甲             | jiǎ    | kinoe        | 갑 gab     | 75°               |
| 7  | 卯             | mǎo    | u            | 묘 myo     | 90° (est)         |
| 8  | 乙             | yǐ     | kinoto       | 을 eul     | 105°              |
| 9  | 辰             | chén   | tatsu        | 진 jin     | 120°              |
| 10 | 巽             | xùn    | tatsumi      | 손 son     | 135° (sud-est)    |
| 11 | 巳             | sì     | mi           | 사 sa      | 150°              |
| 12 | 丙             | bǐng   | hinoe        | 병 byeong  | 165°              |
| 13 | 午             | wǔ     | uma          | 오 o       | 180° (sud)        |
| 14 | 丁             | dīng   | hinoto       | 정 jeong   | 195°              |
| 15 | 未             | wèi    | hitsuji      | 미 mi      | 210°              |
| 16 | 坤             | kūn    | hitsujisaru  | 곤 gon     | 225° (sud-ouest)  |
| 17 | 申             | shēn   | saru         | 신 sin     | 240°              |
| 18 | 庚             | gēng   | kanoe        | 경 gyeong  | 255°              |
| 19 | 酉             | yǒu    | tori         | 유 yu      | 270° (ouest)      |
| 20 | 辛             | xīn    | kanoto       | 신 sin     | 285°              |
| 21 | 戌             | xū     | inu          | 술 sul     | 300°              |
| 22 | 乾             | qián   | inui         | 건 geon    | 315° (nord-ouest) |
| 23 | 亥             | hài    | i            | 해 hae     | 330°              |
| 24 | 壬             | rén    | im           | 임 sul     | 345°              |